# Walk Away (canção de Kelly Clarkson)
"Walk Away" é uma canção da cantora norte-americana Kelly Clarkson, gravada para o seu segundo álbum de estúdio Breakaway. Foi composta e produzida por Chantal Kreviazuk, Raine Maida, Kara DioGuardi, com auxílio na escrita por Clarkson. Através da RCA Records, o tema foi enviado para as rádios norte-americanas a 17 de janeiro de 2006  e serviu como quinto e último single do álbum. Mais tarde, foi disponibilizado a 2 de março de 2006 na loja iTunes da Nova Zelândia, e a 23 do mesmo mês em outros territórios, através de um extended play (EP) de remisturas.
A nível musical, a canção demonstra uma sonoridade pop rock. A sua melodia é composta através dos vocais, juntando acordes de guitarra, bateria, teclado e quarteto de cordas. Liricamente, o tema discute a história de um relacionamento infortunado desde início, devido à conspiração por parte da família da personagem da cantora. A obra recebeu críticas positivas, em que alguns analistas consideraram o tema um "estilo clássico" da artista e que "ilustrava a sua versatilidade". Em termos de desempenho comercial, atingiu a décima segunda posição na Billboard Hot 100 dos Estados Unidos, sendo mais tarde certificada com disco de ouro pela Recording Industry Association of America (RIAA). Conseguiu ainda atingir os vinte primeiros lugares de vários países, como a Austrália, Áustria, Nova Zelândia e Reino Unido. 
O vídeo musical, dirigido por Joseph Kahn, foi gravado em Los Angeles a partir de um guião que a própria Clarkson tinha escrito. Foi descrito como projecto divertido e apresenta várias pessoas a cantar a música em muitos lugares, enquanto Kelly também interpreta o tema com uma banda. O teledisco foi disponibilizado na iTunes Store de vários países a 3 de março de 2006. A faixa recebeu várias interpretações ao vivo como parte da sua divulgação, e inclusive esteve no alinhamento das digressões mundiais Breakaway World Tour, Addicted Tour, My December Tour, 2 Worlds 2 Voices Tour, All I Ever Wanted Tour e Stronger Tour, que passaram pelos continentes americanos, Ásia, Europa e Oceania.

## Antecedentes e lançamento

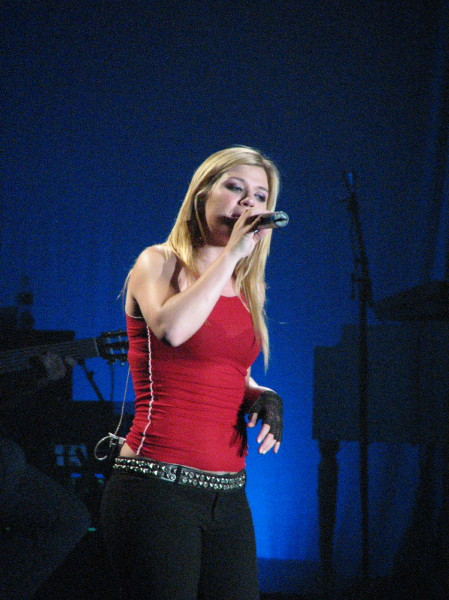
Clarkson interpretou "Walk Away" em várias das suas digressões mundiais.

Em junho de 2004, Clarkson expressou a suas intenções em colaborar com a também participante do American Idol Fantasia Barrino, numa altura em que estavam ambas em estúdio a gravar os seus próprios registos. Kelly denominou o tema como "uma das canções mais brilhantes" em Breakaway e afirmou que "era um daqueles hinos em que todos abanam a cabeça no carro [enquanto a ouvem]". A cantora afirmou numa entrevista à MTV News que a obra tinha sido elaborada num registo semelhante ao repertório de Annie Lennox e "toda a música é apenas sobre se [a relação] não está a funcionar, então é só sair, não ficar para não torná-la ainda pior".
Depois de lançar quatro singles, "Breakaway", "Since U Been Gone", "Behind These Hazel Eyes" e "Because of You", além do disco resultante ter permanecido mais de sessenta semanas na Billboard 200, Clarkson decidiu escolher "Walk Away" como a quinta e última faixa de trabalho para promover o álbum. O tema foi enviado para as rádios norte-americanas a 17 de janeiro de 2006 através da editora RCA Records. Foram ainda lançados dois extended plays (EP) digitais na iTunes Store para difundir o tema. Em novembro, na Alemanha, foi lançado um CD single com a mesma constituição que a edição digital. Como parte da sua divulgação, recebeu várias interpretações ao vivo como parte da sua divulgação, e inclusive esteve no alinhamento das digressões mundiais Breakaway World Tour, Addicted Tour, My December Tour, 2 Worlds 2 Voices Tour e All I Ever Wanted Tour, que passaram pelos continentes americanos, Ásia, Europa e Oceania.Na Stronger Tour, a artista incluiu a melodia no alinhamento apenas como parte da mistura com "The Trouble with Love Is", "How I Feel" e "I Want You".

## Estilo musical e letra
"Walk Away" é uma canção de tempo acelerado moderado que incorpora elementos de estilo pop rock, produzida por Raine Maida, Kara DioGuardi e Chantal Kreviazuk. A sua gravação decorreu em 2004 nos estúdios Whitecoat Sound em Malibu, NRG Recording e Henson Recording na Califórnia. A sua composição foi construída com acordes de guitarra e vocais fortes. Consiste ainda no uso de bateria por Randy Cook, baixo por Jason Lader e Victor Lawrence, Mark Robertson, Shalini Vijayan, Shanti Randall que formaram o quarteto de cordas presente na melodia. O tema é iniciado com acordes de guitarra por Phil X e DioGuardi, cuja última colaborou em cinco trabalhos no registo. Charles Merwin da revista Stylus considerou que a obra e "Breakaway" "eram boas o suficiente para esquecer o desapontamento" dado por outras restantes no disco.
A letra foi escrita por Chantal Kreviazuk, Raine Maida, Kara DioGuardi e pela própria Kelly. De acordo com a partitura publicada pela Sony/ATV Music Publishing, a música é definida no tempo de assinatura moderadamente acelerado com um metrónomo de 116 batidas por minuto. Composta na chave de si bemol maior com o alcance vocal que vai desde da nota baixa de si bemol, para a nota de alta de sol. Liricamente, o tema discute a história de um relacionamento infortunado desde início, devido à conspiração por parte da família da personagem da cantora: "Tem a sua mãe e irmão / Todos secretamente / A dizer-lhe o que há-de dizer", canta a artista, enquanto que no refrão profere os versos "Eu estou à procura de atenção / Não de outra pergunta / Deves ficar ou ir? / Bem, se não tens resposta / Porque estás ainda aqui?". Fiona Edwards do portal Digital Spy escreveu que "a letra é sobre uma mulher repreender o namorado por falhar de muitas maneiras na relação por ser tão inseguro em tudo e dizendo-lhe que se não pode dar o que ela precisa, então Clarkson deve apenas seguir em frente".

## Receção pela crítica
| Críticas profissionais | Críticas profissionais |
| Avaliações da crítica  | Avaliações da crítica  |
| Fonte                  | Avaliação              |
| ---------------------- | ---------------------- |
| About.com              | [ 3 ]                  |
| Billboard              | (favorável)            |
| Digital Spy            | [ 18 ]                 |

As críticas após o lançamento da faixa foram geralmente positivas. Bill Lamb do portal About.com atribuiu quatro estrelas e meia de cinco máximas na sua avaliação, afirmando que "é um hino que pode não obter o estatuto de "Since U Been Gone" mas é capaz de competir com os restantes singles em termos de qualidade". Lamb acrescentou ainda que "Kelly Clarkson é sem dúvida a mais talentosa vocalista e intérprete com quem DioGuardi trabalhou, e conduz uma insistência romântica na música com garra e estilo". O crítico mencionou ainda semelhanças com o trabalho de Annie Lennox. Chuck Taylor da revista norte-americana Billboard considerou que o quinto foco de divulgação de Breakaway "desafia-nos novamente com um vocal monstruoso, uma boa melodia e uma produção pop/rock astuta". Taylor concluiu a sua análise escrevendo que a obra "é embebida com a sua própria personalidade agradável e diferente dos anteriores quatro "esmagadores" [singles]". Fiona Edwards do sítio Digital Spy classificou o tema com duas estrelas, e realçou que "apesar de manter uma melodia interessante, que quase inevitavelmente se torna num sucesso de caraoque pela sua qualidade cantável, a música realmente não parece ter um sentido". Edwards achou que a faixa era "previsível", justificando que "pela intensidade da voz de Kelly, poderia facilmente estar a cantar sobre uma lista de supermercado. Não só não parece ser a intensidade emocional que é necessária para fazer desta música uma realmente interessante".
Stephen Thomas Erlewine da Allmusic denominou a música de "condutora, um hino pop", destacando-a como uma das melhores faixas do disco. Pam Avoledo da página Blogcritics considerou que "[...] os vocais de Clarkson são ardentes e fumegantes. Ela percorreu um longo caminho desde do American Idol, onde teve de cantar as músicas tecnicamente perfeitas com a emoção opcional. No entanto, no single, Kelly liberta qualquer raiva que sentia de uma separação no passado e coloca-a na canção". Avoledo complementou que "não são muitos os singles a abordar as subtilezas de uma separação. No entanto, "Walk Away" é explícito que a sua família teve um papel nisso", terminou o analista.

## Vídeo musical
O vídeo musical, dirigido por Joseph Kahn, foi filmado em Los Angeles a partir de um guião escrito pela própria Kelly Clarkson. A cantora, em entrevista à MTV News, explicou que costuma escrever a sua ideia de como quer que o projeto resulte, e escreveu uma cena dedicada ao seu irmão e a um dos seus amigos:
| “ | Os últimos dois [vídeos] foram um pouco mais obscuros, então decidi escrever um guião mais feliz. Normalmente, sou eu que escrevo a história, como em 'Hazel Eyes' e a mesma coisa com 'Because of You', mas este quis fazê-lo um pouco mais divertido. Não quero adiantar mais, apenas dizer que é um vídeo muito divertido | ” |

A sua estreia ocorreu a 3 de março de 2006, quando a RCA Records disponibilizou o trabalho na iTunes Store de países, como Austrália, Estados Unidos e Portugal. A trama, com uma duração superior a três minutos, começa com um despertador a tocar diversas vezes enquanto a artista canta a música ao vivo. Nas cenas seguintes, são mostradas outras pessoas, como um homem no banho, uma mulher num escritório, dois irmãos gémeos no balneário de um ginásio, um jogador de futebol, um indivíduo que limpa a sua casa com um aspirador, uma senhora num bar, um homem na estrada no trânsito, finalmente, uns na casa-de-banho e outros a cantar em conjunto num carro. Durante a transição da ponte, um homem sai do carro e dança a meio do tráfego enquanto canta. Outro homem canta em conjunto num carro, e finalmente sai do carro para dançar, parando o trânsito. O vídeo é intercalado com cenas de Clarkson a interpretar a faixa em conjunto com uma banda. O canal VH1 elaborou uma lista com os quarenta melhores telediscos do ano de 2006, posicionando o de "Walk Away" na décima terceira posição.

## Faixas e formatos
A versão digital de "Walk Away" contém quatro faixas, a original com duração de três minutos e seis segundos, uma gravação ao vivo de "Since U Been Gone" e outras duas remisturas da música presente. Foram ainda lançados mais dois extended plays (EP) com misturas do single. Na Alemanha, o tema também foi comercializado em versão CD single, possuindo o mesmo alinhamento que a primeira edição digital.
| Descarga digital (EP) |                                             |         |  |
| N.º                   | Título                                      | Duração |  |
| 1.                    | "Walk Away"                                 | 3:06    |  |
| 2.                    | "Since U Been Gone" (Live@Rollingstone.com) | 3:13    |  |
| 3.                    | "Walk Away" (Chris Cox Radio Remix)         | 3:38    |  |
| 4.                    | "Walk Away" (Ralphi Rosario Radio Mix)      | 3:56    |  |
| Duração total:        | Duração total:                              | 12:56   |  |

| Walk Away (Remixes) |                                                 |         |  |
| N.º                 | Título                                          | Duração |  |
| 1.                  | "Walk Away" (Craig J Radio Mix)                 | 3:30    |  |
| 2.                  | "Walk Away" (Chris Cox Full On Club Mix)        | 10:11   |  |
| 3.                  | "Walk Away" (Ralphi Rosario's I Want a Man Dub) | 10:14   |  |
| 4.                  | "Walk Away" (Craig J Big Love Mixshow)          | 5:23    |  |
| 5.                  | "Walk Away"                                     | 3:08    |  |
| Duração total:      | Duração total:                                  | 32:23   |  |

| EP digital (Dance Vault Mixes) |                                              |         |  |
| N.º                            | Título                                       | Duração |  |
| 1.                             | "Walk Away" (Chris Cox Radio Remix)          | 3:30    |  |
| 2.                             | "Walk Away" (Ralphi Rosario Main Club)       | 9:56    |  |
| 3.                             | "Walk Away" (Ralphi Rosario Walk Away Beats) | 9:43    |  |
| 4.                             | "Walk Away" (Craig J's Big Love Acappella)   | 5:23    |  |

| CD single      |                                             |         |  |
| N.º            | Título                                      | Duração |  |
| 1.             | "Walk Away"                                 | 3:06    |  |
| 2.             | "Since U Been Gone" (Live@Rollingstone.com) | 3:13    |  |
| 3.             | "Walk Away" (Chris Cox Radio Remix)         | 3:38    |  |
| 4.             | "Walk Away" (Ralphi Rosario Radio Mix)      | 3:56    |  |
| Duração total: | Duração total:                              | 12:56   |  |

## Desempenho nas tabelas musicais
A obra estreou na posição 97 na Billboard Hot 100 na semana de 21 de janeiro de 2006. Foi o único lançamento a partir de Breakaway que não conseguiu entrar nas dez melhores posições da Hot 100, conseguindo atingir o décimo segundo lugar como melhor. Na tabela musical também compilada pela revista norte-americana, Adult Pop Songs, a canção registou a 3.ª posição e a 5.ª na Dance/Club Play Songs. A Recording Industry Association of America (RIAA) destacou a canção com disco de ouro pelo seu desempenho comercial no país. A Julho de 2012, "Walk Away" já tinha vendido mais de 1 milhão e 94 mil descargas digitais nos Estados Unidos. No Canadá, mesmo não tendo conseguido entrar na lista das músicas mais vendidas no território, a Music Canada atribuiu certificação de ouro. Na Europa, o tema conseguiu atingir o sexto lugar na Bélgica, e entrar nas cinquenta primeiras posições de países como Áustria, Irlanda, Nova Zelândia, Reino Unido e Suíça.
| Tabela musical (2006)                            | Melhor posição |
| ------------------------------------------------ | -------------- |
| Alemanha - Media Control AG                      | 30             |
| Austrália - ARIA Charts                          | 27             |
| Áustria - Ö3 Austria Top 40                      | 29             |
| Bélgica - Ultratip (Flandres)                    | 2              |
| Bélgica - Ultratip (Valónia)                     | 6              |
| Estados Unidos - Billboard Hot 100               | 12             |
| Estados Unidos - Billboard Pop Songs             | 5              |
| Estados Unidos - Billboard Adult Contemporary    | 19             |
| Estados Unidos - Billboard Adult Pop Songs       | 3              |
| Estados Unidos - Billboard Dance/Club Play Songs | 5              |
| Hungria - MAHASZ                                 | 10             |
| Irlanda - IRMA                                   | 10             |
| Nova Zelândia - RIANZ                            | 19             |
| Reino Unido - UK Singles Chart                   | 21             |
| Suíça - Swiss Singles Chart                      | 58             |

| País           | Provedor     | Certificação |
| -------------- | ------------ | ------------ |
| Canadá         | Music Canada | Ouro         |
| Estados Unidos | RIAA         | Ouro         |

## Créditos
Todo o processo de elaboração da canção atribui os seguintes créditos pessoais:
| - Kelly Clarkson – vocalista principal, composição; - Chantal Kreviazuk - composição, produção; - Raine Maida - composição, produção; - Kara DioGuardi - composição, produção, gravação, guitarra, arranjo de cordas; - Brian Garcia - gravação; - John Shanks - produção; - Serban Ghenea - mistura; - Tim Roberts - assistência; | - Cameron Webb - instrumento de cordas; - John Hanes - engenheiro Pro-Tools; - Mark Kiezula, Jon Berkowitz - assistência; - Randy Cook - bateria; - Phil X - guitarra; - Jason Lader - baixo, programação; - Victor Lawrence, Mark Robertson, Shalini Vijayan, Shanti Randall - quarteto de cordas. |

## Histórico de lançamento
"Walk Away" começou a ser reproduzida nas rádios norte-americanas a 17 de janeiro de 2006. Digitalmente, foi disponibilizada na iTunes Store a 23 de março em maior parte dos países, num conjunto de remisturas com a faixa original em dois EP diferentes. Na Europa, nomeadamente na Alemanha, também recebeu comercialização em CD single em Novembro do mesmo ano. 
| País           | Data                   | Formato                        | Editora(s) discográfica(s) |
| -------------- | ---------------------- | ------------------------------ | -------------------------- |
| Estados Unidos | 17 de janeiro de 2006  | Rádio mainstream               | 19 Recordings, RCA Records |
| Austrália      | 2 de março de 2006     | Descarga digital               | 19 Recordings, RCA Records |
| Nova Zelândia  | 2 de março de 2006     | Descarga digital               | 19 Recordings, RCA Records |
| Reino Unido    | 2 de março de 2006     | Descarga digital               | 19 Recordings, RCA Records |
| Brasil         | 23 de março de 2006    | EP digital de remisturas       | 19 Recordings, RCA Records |
| França         | 23 de março de 2006    | EP digital de remisturas       | 19 Recordings, RCA Records |
| Portugal       | 23 de março de 2006    | EP digital de remisturas       | 19 Recordings, RCA Records |
| Brasil         | 23 de março de 2006    | EP digital (Dance Vault Mixes) | 19 Recordings, RCA Records |
| França         | 23 de março de 2006    | EP digital (Dance Vault Mixes) | 19 Recordings, RCA Records |
| Portugal       | 23 de março de 2006    | EP digital (Dance Vault Mixes) | 19 Recordings, RCA Records |
| Alemanha       | 24 de novembro de 2006 | CD single                      | 19 Recordings, RCA Records |